# 頭瓣軟杜父魚
頭瓣軟杜父魚，為輻鰭魚綱鮋形目杜父魚亞目隱棘杜父魚科的其中一種，為深海魚類，分布於北太平洋鄂霍次克海、阿留申群島至美國華盛頓州海域，棲息深度27-1980公尺，體長可達35公分，棲息在底層水域，生活習性不明，可做為遊釣魚。

## 扩展阅读
維基物種上的相關：頭瓣軟杜父魚